# Station Tczew
Station Tczew is een spoorwegstation in de Poolse plaats Tczew.